# Ислам в Американском Самоа
Американское Самоа — невключённая неорганизованная территория США, расположенная к юго-востоку от Самоа и состоящая из семи основных островов. Ислам в Американском Самоа — религия меньшинства. По разным данным количество мусульман колеблется от 0.03% до 0.1% населения этой территории. Доминирующая религия на Американских Самоа — христианство. Согласно Международному отчету о свободе вероисповедания за 2010 год, христиане составляют 98,3 % всего населения.

## История

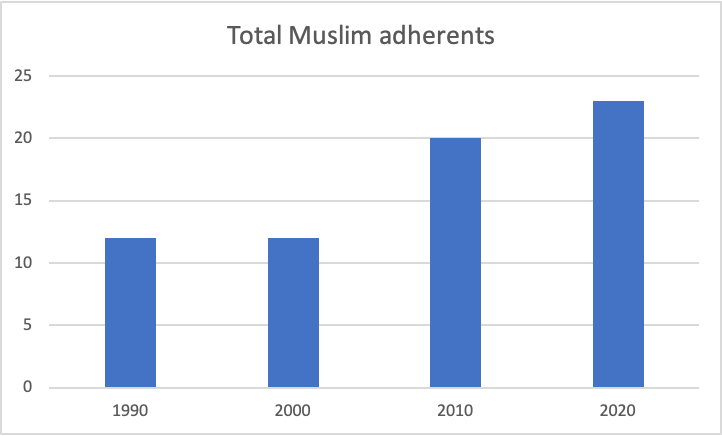
Динамика роста количества мусульман в Американском Самоа

Ислам начал проникать на Американские Самоа в конце XX — начале XXI век. 
Первые упоминания об мусульманах на островах происходят в начале 80-х годов XX века, когда несколько рабочих, мусульман оказались на островах, работая по правительственному контракту или по одной из программ ООН. Однако, их число представляется незначительным и они не оказали никакого влияния на местное население. В 1985 году в впервые в ислам были обращены коренные жители островов. Однако основная масса мусульман были приезжими из США и Фиджи. 
В результате активизации террористической деятельности во всем мире в начале 2000-х годов, в частности террористических актов на Бали, острова ввели запрет для жителей 23 мусульманских стран на въезд на свою территорию без разрешения генеральной прокуратуры Американского Самоа. 
Запрет вызвал возражение со стороны тех, кто находится в списке, а также соседних островов, ставящих под сомнение вопросы свободы вероисповедания, однако меры, принятые для обеспечения безопасности жителей острова, получили широкую поддержку населения. 
Несмотря на это ислам по-прежнему влиял на жизнь в Американском Самоа благодаря созданию общественных, образовательных и медицинских групп, а также ряду мероприятий, проводимых новообращенными и приезжими мусульманами в рамках религиозной организации с целью обучения коренных жителей исламу.
По данным переписи населения, мусульмане население увеличилось с 17 или в 2000 году до 23 в 2010 году. Есть одна мечеть. 